# James Rohleder
James T. Rohleder (ur. 7 kwietnia 1955 w Bremerhaven) – niemiecki judoka. Olimpijczyk z Los Angeles 1984, gdzie zajął czternaste miejsce wadze półlekkiej.
Uczestnik mistrzostw świata w 1979 i 1983. Wicemistrz Europy w 1979 roku i dwukrotny brązowy medalista w drużynie.

## Letnie Igrzyska Olimpijskie 1984
| Konkurencja | Rundy eliminacyjne   | Rundy eliminacyjne  | Klas. końcowa |
| Konkurencja | 1/32                 | 1/16                | Miejsce       |
| ----------- | -------------------- | ------------------- | ------------- |
| 65 kg       | Wang Shengli (CHN) Z | Sérgio Sano (BRA) p | 14.           |